# Česká Rybná
Česká Rybná är en ort i Tjeckien.   Den ligger i regionen Pardubice, i den östra delen av landet, 140 km öster om huvudstaden Prag. Česká Rybná ligger 444 meter över havet och antalet invånare är 379.
Terrängen runt Česká Rybná är platt österut, men västerut är den kuperad.Runt Česká Rybná är det ganska tätbefolkat, med 129 invånare per kvadratkilometer. Närmaste större samhälle är Žamberk, 5,6 km öster om Česká Rybná. Omgivningarna runt Česká Rybná är en mosaik av jordbruksmark och naturlig växtlighet.